# FC Mačida Zelvia
FC Mačida Zelvia (japonsky FC町田ゼルビア) je japonský fotbalový klub z města Mačida hrající v J2 League. Klub byl založen v roce 1989. V roce 2012 se připojili do J.League, profesionální japonské fotbalové ligy. Svá domácí utkání hraje na Machida Stadium.

## Významní hráči
- Kazujuki Toda
- Šinnosuke Hatanaka
- Teruhito Nakagawa